# 云锦路站 (上海市)
云锦路站位于中华人民共和国上海市徐汇区龙华街道云锦路与龙兰路交叉口北侧，是上海地铁11号线的地铁车站，于2013年8月31日启用。

## 车站结构
云锦路站为地下二层岛式站台车站，沿云锦路南北向布置，并设有一条存车线。

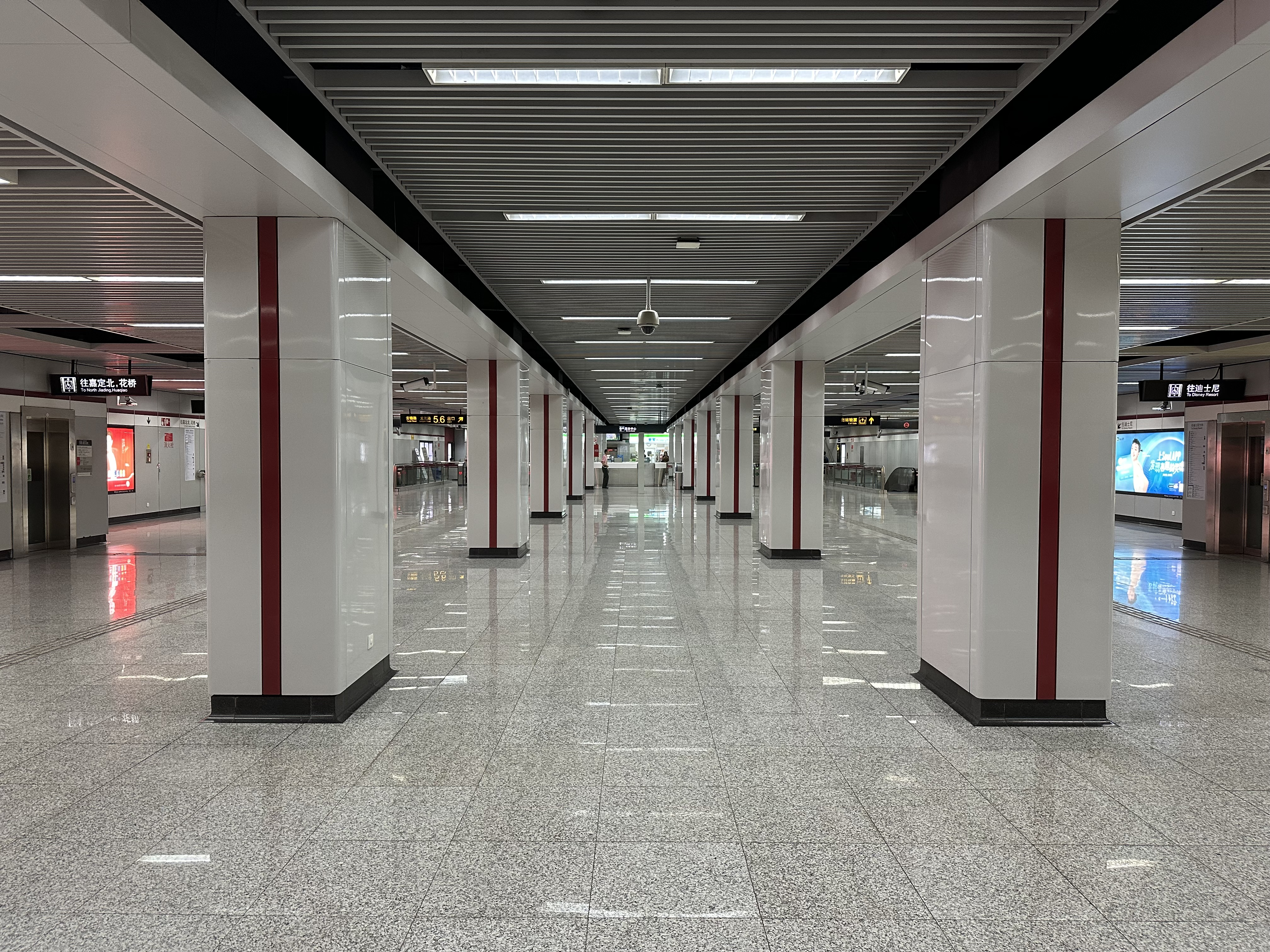
站厅
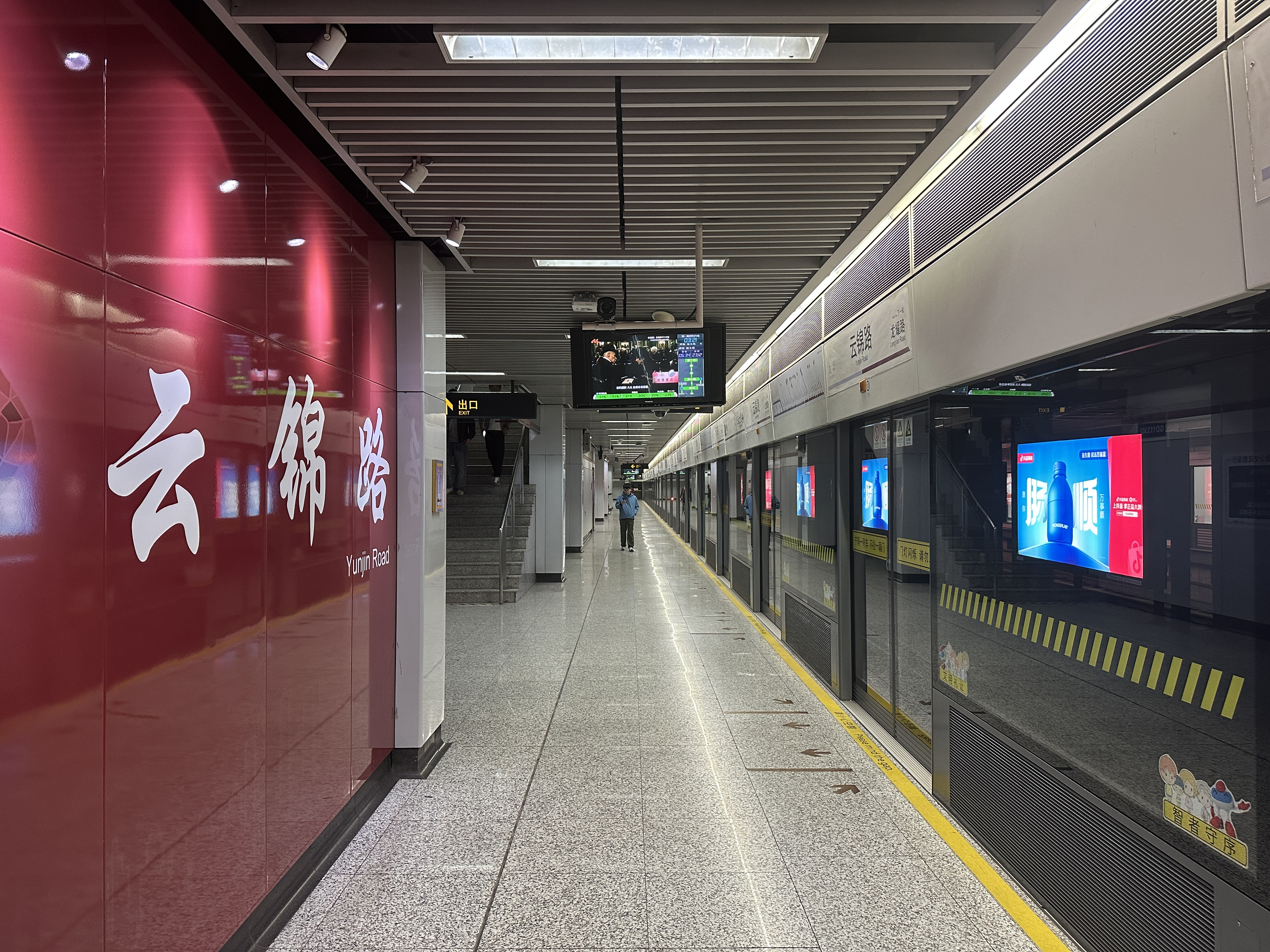
迪士尼方向站台

### 楼层分布
| 地面层   | 出入口             | 3-7出入口                        |                    |                    |
| 地下一层 | 站厅               | 票务服务、自动售票机、人工服务台 |                    |                    |
| 地下二层 | 侧式站台，右侧开门 | 侧式站台，右侧开门               | 侧式站台，右侧开门 | 侧式站台，右侧开门 |
|          | ①站台              | █ 11号线 往嘉定北或花桥（龙华）  |                    |                    |
|          |                    | █ 11号线 存车线                  |                    |                    |
|          | ②站台              | █ 11号线 往迪士尼（龙耀路）      |                    |                    |
|          | 侧式站台，右侧开门 |                                  |                    |                    |

### 站台
云锦路站设有两个側式月台，位于地下二层。云锦路站为中国首个采用可调通风型站台门的车站。这种新型站台门可调节轨行区与站台间是否通风，夏季关闭时轨行区与车站隔绝以减少冷气散失，冬季打开则可利用列车行驶中的活塞效应降低车站通风成本。

### 车站出口
云锦路站目前开放5个出入口，车站启用时设置1,2,4-7出口，3号口为预留出口，后1,2,4出口因外部施工暂时关闭；3,4号口于2025年4月1日（重新）开放，5号口附近设有与东航·云锦天地的连通口，被命名为连通道D，1号口也计划增设无障碍电梯，目前尚未启用，各出入口如下所示：
| 出口编号                        | 出口指示                   | 照片 |
| ------------------------------- | -------------------------- | ---- |
| 1 · 出口 · （设有）             | 云锦路（暂时关闭）         |      |
| 2 · 出口                        | 云锦路，龙兰路（暂时关闭） |      |
| 3 · 出口                        | 云锦路，龙兰路             |      |
| 4 · 出口                        | 云锦路，龙启路             |      |
| 5 · 出口                        | 云锦路，龙兰路             |      |
| D · 出口                        | 东航·云锦天地              |      |
| 6 · 出口                        | 云锦路，龙兰路             |      |
| 7 · 出口 · （设有无障碍升降台） | 云锦路                     |      |
| 图例： 设有 \| 设有无障碍升降台 |                            |      |

## 接驳交通

### 公交
| 云锦路丰谷路 | 云锦路丰谷路 | 云锦路丰谷路 | 云锦路丰谷路     | 云锦路丰谷路           |
| 编号         | 路线         | 路线         | 路线             | 备注                   |
| ------------ | ------------ | ------------ | ---------------- | ---------------------- |
| 167          | 龙兰路丰谷路 | ⇆            | 伊敏河路巴林路   | 原旅游观光10号线       |
| 734          | 龙川路丰谷路 | ⇆            | 华鹏路成山路     | 经由打浦路隧道过黄浦江 |
| 818          | 龙耀路地铁站 | ↺            | 中山南二路东安路 |                        |
| 933          | 龙兰路丰谷路 | ⇆            | 辉河路中山北二路 | 原873路                |